# Francisco Freire Barreiro
Francisco Freire Barreiro (Mezonzo, Vilasantar, La Coruña, 14 de abril de 1817 - Santiago de Compostela, 29 de marzo de 1886) fue un médico, escritor y catedrático de la Facultad de Medicina de Santiago de Compostela. En 1879 fue uno de los tres catedráticos que certificaron que los huesos encontrados detrás del altar mayor de la catedral de Santiago de Compostela correspondían al apóstol Santiago, huesos que se consideraban desaparecidos desde el siglo XVI.

## Biografía

### Primeros años
Francisco Freire nació el 14 de abril de 1817 en el lugar de Fachal, parroquia de Santa María de Mezonzo, del municipio de Vilasantar (La Coruña).
Su padre fue Juan Freire Pérez, también de San Miguel de Codesoso, Sobrados (La Coruña) y era labrador. Su madre fue Josefa Gómez y el matrimonio tuvo varios hijos. La familia poseía tierras en Mezonzo, lo que les permitió enviar a su hijo Francisco a estudiar a Santiago de Compostela.
Entre 1833 y 1836, de los 16 a los 19 años, estudió tres cursos de Filosofía y en 1837 estudió Física experimental.
En esa época abandona los estudios durante 5 años y se incorpora al ejército para participar en la Guerra Carlista.
En 1842-43 vuelve a las aulas universitarias para estudiar primer curso de Medicina y un curso de Historia Natural simultáneamente.
En 1843-44 estudia segundo curso de Medicina y un curso de Lengua Griega simultáneamente.
En 1844-45 estudia tercero de Medicina y obtiene el grado de Bachiller con 28 años.
Durante las vacaciones aprovechaba para hacer varios cursos opcionales: enfermedades del sexo, obstetricia y clínica quirúrgica.
En 1848, y tras haber finalizado los últimos cursos, se presentó al examen de licenciatura. Este consistía en sacar 3 bolas numeradas de un bombo, que correspondían a 3 temas y elegir uno de ellos. Eligió el tema 97: “Entre las operaciones quirúrgicas para la curación de la catarata hay alguna que merezca ser preferente?” Obtuvo un sobresaliente. Más tarde se presentó al Premio Extraordinario de carrera, el cual le fue concedido por unanimidad.
En 1848, a los 31 años, obtuvo el grado de Licenciado en Medicina y Cirugía. 
Durante su época de estudiante mantuvo una relación amorosa con María Mosquera Pombo. En 1849 tuvo una hija natural con ella a la que bautizaron como Áurea Francisca Mosquera, ya que Francisco no la quiso reconocer como hija suya, probablemente debido a que el escándalo en una ciudad tan religiosa como Santiago podría haber perjudicado su carrera en la universidad.

### La Facultad de Medicina de Santiago
Francisco empezó trabajando como Ayudante del Director de trabajos anatómicos de la Facultad de Medicina de Santiago de Compostela.
En 1850, con 33 años, es nombrado Ayudante interino de Anatomía.
En 1854 es nombrado conservador y preparador de piezas anatómicas de la Facultad de Medicina de Santiago.
En 1855, con 38 años, recibió el Doctorado en Medicina de la Universidad de Madrid.
Durante varios años estuvo impartiendo diferentes asignaturas en la universidad, sustituyendo a catedráticos por enfermedad o fallecimiento.
Se casó con su prima Concepción Sánchez Freire, con quien no tuvo descendencia. Junto con el matrimonio vivía su primo y cuñado Timoteo Sánchez Freire, estudiante de medicina en la misma facultad. En la misma casa atendía su consulta privada de medicina.
En 1862, con 45 años, es nombrado Catedrático numerario por oposición de la asignatura Anatomía General de la Facultad de Medicina. En aquel momento, en todo el Reino de España había 269 catedráticos universitarios. Es en esa época, ya siendo catedrático, cuando se hace cargo de la educación de su hija Áurea. La envía al colegio de monjas de San Pelayo, donde la deja interna, visitándola con frecuencia. Pero al saber que era objeto de malos tratos la envía a vivir a Mezonzo con un hermano suyo.
En 1867, con 50 años, Francisco es nombrado Catedrático de Obstetricia de la Universidad de Granada, puesto que ejercerá solo durante un curso. Volvería a Santiago como catedrático de Anatomía Quirúrgica, donde al poco muere Concepción, su primera esposa. Francisco Romero Blanco le sustituyó como catedrático de anatomía. En 1875 es nombrado Decano de la Facultad de Medicina.

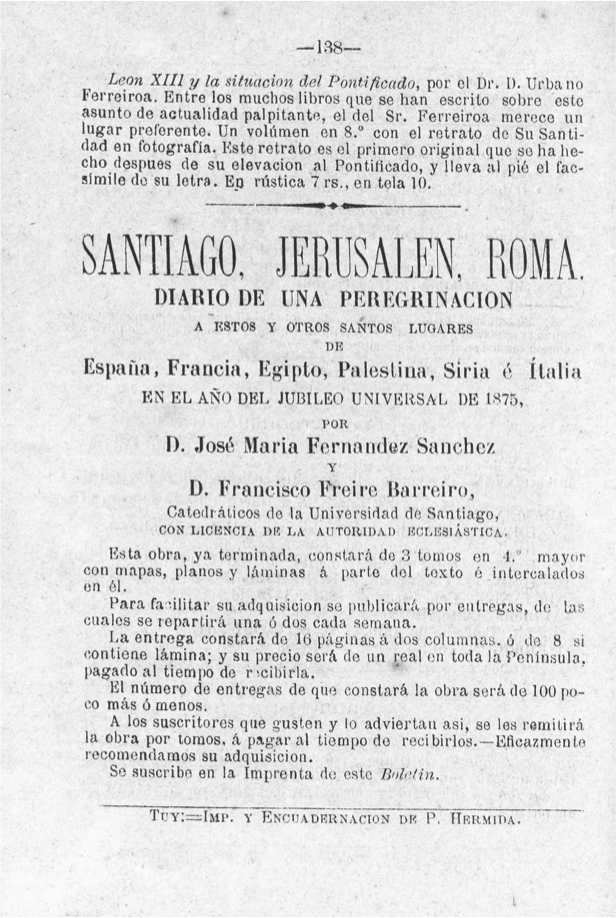
Santiago, Jerusalén, Roma. Diario de una peregrinación. 1880

### La peregrinación y el libro
En 1875 pide un año de licencia para hacer un viaje de peregrinación con motivo del año del jubileo universal. Junto con José María Fernández Sánchez, también catedrático de la Universidad de Santiago, viajaron por España, Francia, Egipto, Palestina, Siria e Italia. Al finalizar, escribieron y publicaron en 1880, por fascículos semanales, los tres tomos del libro: “Santiago, Jerusalén, Roma, Diario de una Peregrinación”, monumental obra de casi 2.000 páginas describiendo las peripecias y los lugares del viaje.
Es tras la peregrinación cuando se decide a reconocer ante notario a su hija, quien desde ese momento pasó a llamarse Áurea Freire Mosquera.

### Los huesos del santo
Francisco Freire Barreiro ha pasado a los anales de la historia gallega por el siguiente capítulo:
En 1579 el pirata Francis Drake entró en La Coruña y amenazó con saquear Santiago de Compostela. El Arzobispo decidió poner a salvo las obras de arte más importantes, así como los huesos del Apóstol, sacándolos de su cripta y ocultándolos detrás de un muro. Poco después el Arzobispo murió, y nadie fue capaz de encontrar los huesos del santo por mucho que los buscaron. Esa situación duró 300 años, tiempo durante el cual los peregrinos rezaron sobre una cripta vacía. 
En 1879, al hacer unas obras en el altar mayor, por orden del Cardenal-Arzobispo Miguel Payá y Rico, apareció una caja de madera llena de huesos. Inmediatamente el Arzobispo llamó a los catedráticos de la Facultad de Medicina, Francisco Freire (anatomía) y Timoteo Sánchez Freire (cirugía) y de Análisis Químico de la Facultad de Farmacia, Antonio Casares Rodríguez, y tras enseñarles los huesos, les pidió un informe que certificara si eran o no los huesos de Santiago Apóstol. 
Dado que entonces no existía la prueba del carbono 14, no fue fácil extraer una conclusión, por lo que tardaron seis meses en contestar. El informe que presentaron decía que los huesos pertenecían a tres personas, dos de ellas varones jóvenes y otro de unos cincuenta años; y que una de ellas, sobre la base de las manchas que se observaban, y a que los huesos encajaban con otras reliquias que se conservaban en Italia desde fecha remota por haber sido un regalo de Gelmírez a la diócesis de Pistoia, era muy probablemente el apóstol Santiago. Concretamente encajaba una apófisis mastoides del temporal, lo que concordaba con que el muerto hubiese sido decapitado, como refiere la Sagrada Escritura que lo fue Santiago.
El Arzobispo de Santiago le envió el informe al Papa León XIII, quien creó una congregación extraordinaria que se encargase de estudiar la veracidad de los resultados. Una delegación del Papa viajó a Santiago y a todas las iglesias donde hubiese restos del Apóstol. Cuatro años más tarde, en 1884, el papa León XIII publicó la bula “Deus Omnipotens” en la que comunicó urbi et orbi que se habían vuelto a encontrar los restos de Santiago, instando así a toda la cristiandad a volver a peregrinar a Santiago.

### Últimos años
El 8 de septiembre de 1881, Francisco Freire se casa en segundas nupcias con Rufina Pérez Ramaseda, quien hasta ese momento había estado trabajando como su ama de llaves. Él tenía 64 y ella 38 años. Al año siguiente nace su hija Concepción, quien fallecería con dos años de edad víctima de la fiebre tifoidea.
Francisco Freire murió el 29 de marzo de 1886 en Santiago de Compostela, a los 68 años de edad, víctima de una apoplejía cerebral. 

## Distinciones recibidas

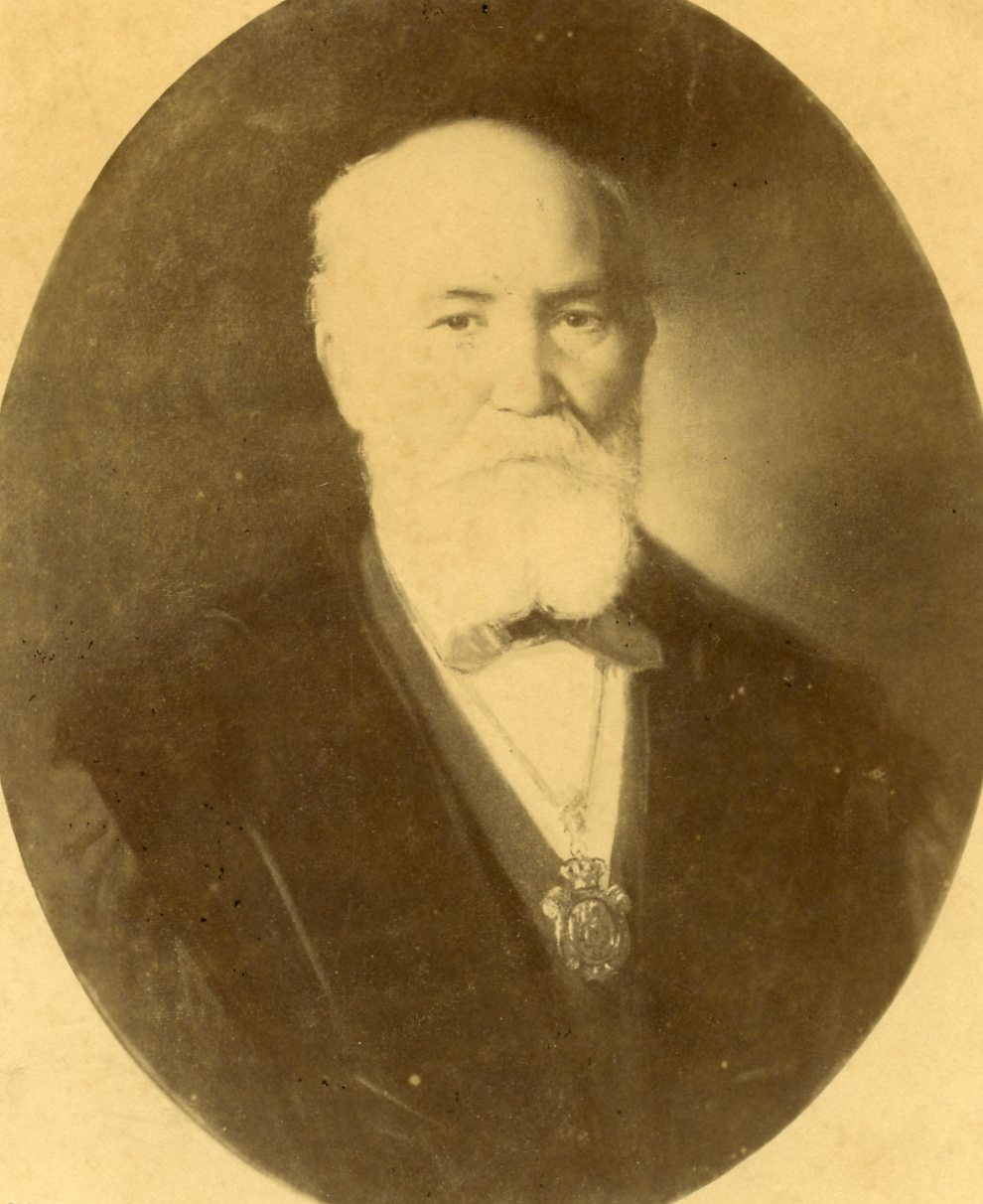
Francisco Freire Barreiro

- En 1848 fue nombrado miembro extranjero de la Facultad de Ciencias Médicas de Lisboa.
- En 1849 fue nombrado socio de mérito del Instituto Palentino de Ciencias Médicas,
- Socio del Instituto Médico Valenciano
- Socio de la Academia Quirúrgica Mallorquina
- Socio de mérito de la Asociación Médica de Jerez de la Frontera.
- En 1856 fue nombrado Caballero de la Orden de Isabel la Católica por los servicios prestados durante la epidemia de cólera morbo.
- En 1862 recibió la Cruz de la Orden Civil de Beneficencia.
- En 1865 fue nombrado socio titular fundador de la Sociedad Antropológica Española.
- En 1868 fue nombrado Comendador ordinario de la Real Orden de Isabel la Católica.
- Ese mismo año fue nombrado socio de la Academia Médico-quirúrgica Matritense.